# The Infinity Project
The Infinity Project foi uma banda de goa trance da década de 1990, e mais tarde tornou-se uma gravadora, a TIP Records, em grande parte responsável pela introdução do transe em Londres e no Reino Unido. Os membros incluíam Raja Ram, Graham Wood e Anjee Sian, com Simon Posford (Shpongle) ocasionalmente. Outros participantes incluem Martin Freeland (Man With No Name) e Nick Barber (Doof).

## Discografia

### Álbuns de estúdio
- Feeling Weird – TIP Records (1995)
- Mystical Experiences – Blue Room (1995)
- The Mystery of the Yeti / Mystical Experiences (Re-edição) – TIP World (2004)

### Singles
- Alien Airport - TIP Records (1995)
- Stimuli - TIP Records (1995)

### EPs
- Psychotools - TIP Records (1995)